# Laura Ortiz
Laura Ortiz (Madrid, 4 de mayo de 1994) es una futbolista profesional española.
Actualmente juega como Centrocampista en el Torrelodones CF de Madrid y compite en la  2.ª RFEF Femenina de España. Formó parte de la selección española de fútbol, donde debutó en categoría sub-17 en 2006. Está titulada por la Universidad de Niagara con el Degree of Bachelor of Computer & Information Sciences (Informática), Master's Degree of Information Security & Digital Forensics (Seguridad de la Información y Ciencias Forenses) y máster en Ciberseguridad en la universidad Camilo José Cela. Actualmente compagina el fútbol con su trabajo en Sanitas.

## Carrera deportiva
Comenzó su carrera futbolística con 4 años en la Escuela de Fútbol de Vicálvaro hasta los 11 años donde se conmemoró campeona de España sub-13 siendo la jugadora más joven de la selección de fútbol de Madrid. 
A los 11 años fichó por el Atlético de Madrid Femenino en la categoría sub-16, siendo de nuevo la jugadora más joven del equipo, campeona de liga y máxima goleadora de la categoría con 49 goles. Durante esta temporada volvió a proclamarse campeona de España sub-13 en Cáceres. 
Fue promocionando de categoría internamente en el club y, a la edad de 14 años, debutó en la categoría Primera Nacional Femenina en 2008, año en el que se proclamó campeona de Liga y debutaría con la Selección Española de Fútbol Sub-17 en la primera fase del Campeonato de Europa Sub-17 Femenino en Bosnia, y continuaría disputando el campeonato en la 2.ª fase en Madrid. 
A los 16 años debutó en la Primera División Femenina contra el RCD Espanyol y pasó a formar parte de la primera plantilla del Atlético de Madrid Femenino en 2011. Año idílico en el que se proclamó campeona de Europa Sub-17 en la final ante Francia (1-0) junto con la actual Balón de Oro, Alexia Putellas.
Tras dos temporadas en el primer equipo, fichó por el Rayo Vallecano Femenino, club en el que permaneció hasta el mercado de invierno para regresar de nuevo al Atlético de Madrid Femenino.
Al finalizar la temporada, recibió una beca deportiva para iniciar su viaje en 2014 a Estados Unidos donde defendería el escudo de Niagara University en la liga NCAA  1st Division - MAAC Conference.
Tras su paso por Estados Unidos, regresó a España donde continúa jugando al fútbol en 2.ª RFEF en el Torrelodones CF mientras compagina el fútbol con su trabajo en Sanitas.
Adicionalmente, en abril de 2023, ha sido seleccionada para el Draft de la Queens League con el dorsal 137. Liga fundada por Gerard Piqué tras el éxito de la Kings League, en la que presiden a los equipos participantes streamers y futbolistas como Ibai Llanos, Kun Agüero, Íker Casillas, Adri Contreras, entre otros. 

### Clubes
- 2022 – Actualidad Torrelodones CF , Torrelodones,  España.
- 2021– 2022: C.D. Samper, Coslada,  España.
- 2017 – 2021: C.D. Getafe Femenino, Getafe,  España.
- 2014 – 2017: Niagara University,  Niagara,  Estados Unidos.
- 2005 – 2014: Club Atlético de Madrid Femenino, Madrid,  España.
- 1998 – 2005: Escuela de Fútbol de Vicálvaro, Madrid,  España.

## Palmarés

### Campeonatos internacionales
| Título                       | Equipo             | Sede    | Año  |
| ---------------------------- | ------------------ | ------- | ---- |
| Campeona de Europa Sub-17    | Selección Española | Suiza   | 2011 |
| Subcampeona de Europa Sub-19 | Selección Española | Turquía | 2012 |

### Campeonatos nacionales
| Título                       | Equipo                        | Sede      | Año  |
| ---------------------------- | ----------------------------- | --------- | ---- |
| Campeona de España sub-13    | Selección de Fútbol de Madrid | Sevilla   | 2009 |
| Campeona de España sub-13    | Selección de Fútbol de Madrid | Cáceres   | 2010 |
| Campeona de España sub-16    | Selección de Fútbol de Madrid | Barcelona | 2010 |
| Campeona de España sub-16    | Selección de Fútbol de Madrid | Logroño   | 2011 |
| Subcampeona de España sub-18 | Selección de Fútbol de Madrid | Alicante  | 2012 |
| Subcampeona de España sub-18 | Selección de Fútbol de Madrid | Madrid    | 2013 |

### Campeonatos de liga
| Título             | Equipo               | Categoría                 | Año  |
| ------------------ | -------------------- | ------------------------- | ---- |
| Campeona de Liga   | CD Getafe Femenino   | Primera Nacional Femenina | 2021 |
| Campeona Copa RFFM | Atlético de Madrid B | Primera Nacional Femenina | 2014 |
| Campeona de Liga   | Atlético de Madrid B | Primera Nacional Femenina | 2009 |
| Campeona de Liga   | Atlético de Madrid B | Sub - 16 Femenina, Madrid | 2006 |